# أتيليو برتولوتشي
أتيليو برتولوتشي (بالإيطالية: Attilio Bertolucci)‏ هو مترجم وكاتب وشاعر إيطالي، ولد في 18 نوفمبر 1911 في بارما في إيطاليا، وتوفي في 14 يونيو 2000 في روما في إيطاليا.

## وصلات خارجية
- أتيليو برتولوتشي على موقع IMDb (الإنجليزية)
- أتيليو برتولوتشي على موقع الموسوعة البريطانية (الإنجليزية)